# Smal svartlöpare
Smal svartlöpare (Pterostichus minor) är en skalbaggsart som först beskrevs av Leonard Gyllenhaal 1827.  Smal svartlöpare ingår i släktet Pterostichus, och familjen jordlöpare. Arten är reproducerande i Sverige.